# Salicornieto

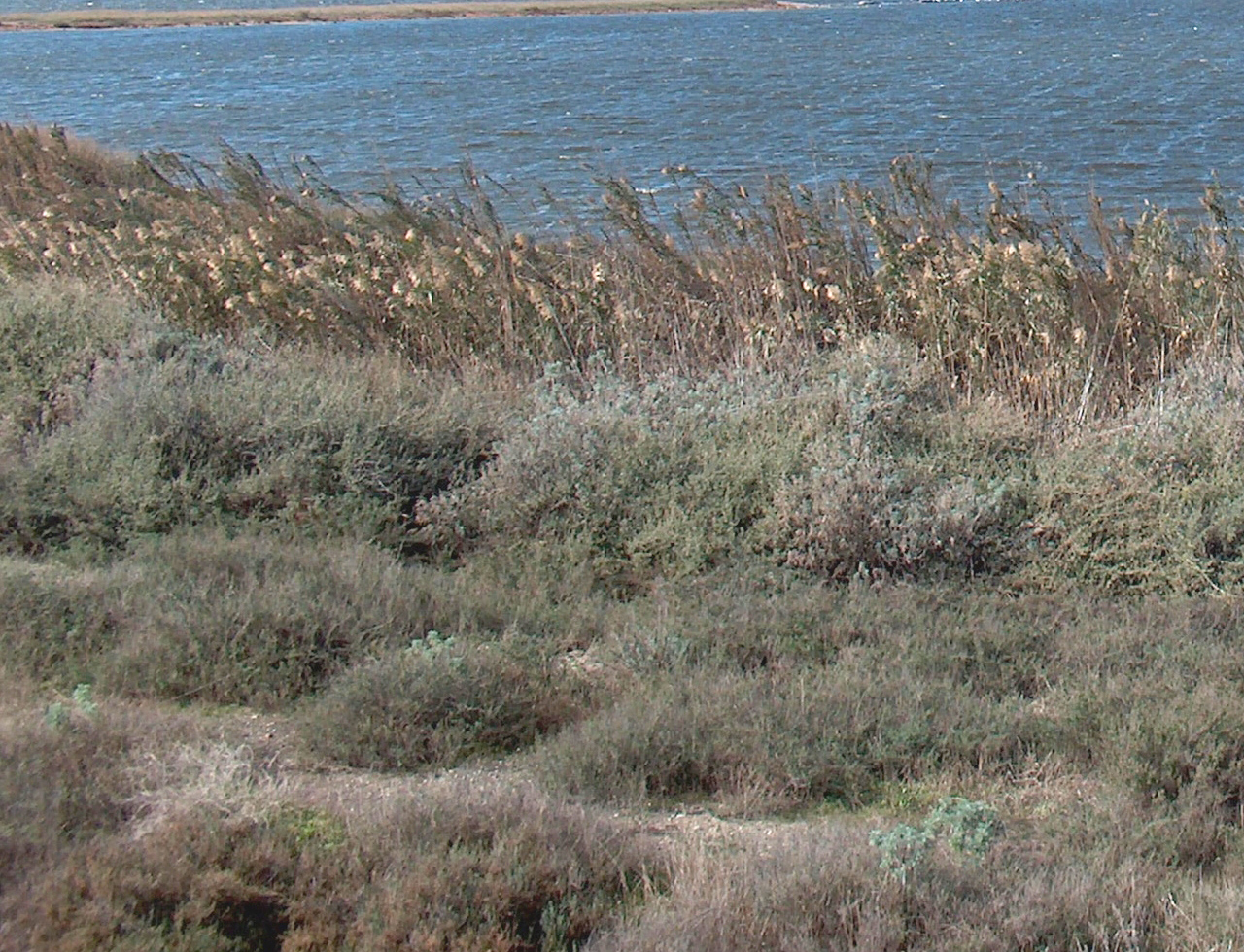
Un salicornieto ad Arthrocnemum, prateria di piante xerofite e piante alofite comune presso gli stagni costieri.

Il salicornieto è un ecosistema caratterizzato dalla presenza predominante di specie alofite della famiglia Chenopodiaceae (o Amaranthaceae secondo la classificazione APG), comunemente chiamate salicornie. Si tratta di specie appartenenti a generi differenti (Salicornia, Arthrocnemum, Halocnemum, Suaeda, etc.) che proliferano su terreni salmastri, grazie a peculiari adattamenti morfologici o fisiologici che ne permettono l'insediamento su terreni salini, per esempio con alte concentrazioni di sali di sodio nell'acqua, che accumulano o espellono.
I salicornieti, insieme ai canneti di aree interessate da un minore accumulo di salinità, sono i più importanti siti di nidificazione e rifugio dell'avifauna delle zone umide costiere. Gli stessi frutti della salicornia glauca (Arthrocnemum macrostachyum) sono utilizzati come fonte di cibo da diversi uccelli.